# Силаєв Борис Іванович
Борис Іванович Силаєв (28 лютого 1946 , Ляличіd, Приморський край ) — радянський, киргизький і російський партійний діяч і політик, двічі виконував обов'язки голови уряду Киргизстану у 1998 та 1999 роках.

## Життєпис
1964 року закінчив Токмакський технікум механізації й електрифікації сільського господарства. Після цього працював електромонтером. Служив в армії. Згодом був електроналадчиком, інженером-технологом, начальником цеху заводу «Тяжэлектромаш» у місті Фрунзе.
1974 року закінчив Фрунзенський політехнічний інститут.
Від 1977 до 1991 року перебував на партійній роботі, обіймав посади секретаря партбюро заводу «Тяжэлектромаш», завідувача відділу Первомайського райкому, Фрунзенського міського комітету КПРС, першого секретаря Октябрьського райкому партії. 1990 року закінчив Алма-Атинську вищу партійну школу. У 1990—1991 роках — голова Октябрьської районної ради Бішкека. До 1992 року був першим заступником голови Чуйської обласної ради.
Від 1992 до 1993 року виконував обов'язки міністра праці й соціального захисту населення Киргизстану. У 1993—1995 роках очолював Октябрьську районну держадміністрацію Бішкека. Від лютого 1995 до квітня 1998 року займав пост мера столиці Киргизстану.
Від квітня 1998 до квітня 1999 року обіймав посаду віце-прем'єр-міністра Киргизької Республіки. У той період двічі виконував обов'язки голови уряду. У квітні 1999 — листопаді 2000 року — перший віце-прем'єр-міністр.
У березні 2001 року був призначений на посаду першого заступника начальника аналітичного управління мера Москви. Від травня 2002 року — заступник керівника департаменту міжнародних зв'язків уряду Москви.